# Закаменское кладбище
Закаменское кладбище — некрополь, существовавший на территории современного Октябрьского района Новосибирска. Было открыто в 1911 году вместе с Новым городским кладбищем. Уничтожено в 1960-е годы.

## История
Кладбище было открыто в 1911 году на окраине Закаменской района на меже надела Усть-Инской деревни.
В период Гражданской войны на Закаменском кладбище была утрачена упорядоченность, требовалось корректировка плана и очистка его территории. На состояние некрополя повлияла близость Военного городка, который в то время был заполнен незахороненными трупами. В период тифозной эпидемии именно на это кладбище было наиболее удобно направлять подводы с мертвыми телами.
В 1923 году на Закаменском кладбище были вновь четко обозначены участки Православного, Католического, Лютеранского, Еврейского и Военного кладбищ, а также оставлены резервные земли для будущих захоронений.
В 1960-е годы Закаменское кладбище было уничтожено. В настоящее время на его месте находится небольшая берёзовая роща, занимающая угол улиц Никитина и Воинской.